# Henry Foster
Henry Foster (1796 - 5 februari 1831) was een Brits marineofficier en ontdekkingsreiziger. Foster maakte deel uit van verscheidene expedities naar het noord- en zuidpoolgebied en deed onderzoek naar onder andere magnetisme en de zwaartekracht.

## Loopbaan
Van Foster is bekend dat hij diende op de HMS York en daarna op de HMS Griper in het kader van een Britse expeditie in het noordpoolgebied in 1823, waarbij delen van de kust van Groenland in kaart werden gebracht. Tijdens de reis werkte hij ook als assistent van de astronoom Edward Sabine, die met slingermetingen trachtte meer te weten te komen over de vorm van de aarde.
In 1824 werd Foster bevorderd tot luitenant en toegelaten tot de Royal Society, de Britse academie van wetenschappen. Hetzelfde jaar nam hij deel aan de ontdekkingsreis van William Edward Parry op zoek naar een Noordwestelijke Doorvaart naar Indië. Tijdens deze reis verrichtte hij diverse waarnemingen met betrekking tot magnetisme en sterrenkunde en deed hij zwaartekrachtmetingen met een slinger. Voor dit werk werd hij in 1827 tot kapitein-luitenant ter zee bevorderd en werd hem de Copley Medal verleend, de wetenschapsprijs van de Royal Society. Foster deelde de prijs dat jaar met de Britse scheikundige William Prout.
Tussen 1828 en 1831 leidde Foster een Britse expeditie door het zuidpoolgebied, waarbij onder meer de Zuidelijke Shetlandeilanden in kaart werden gebracht. Naast het verkennen van land en kusten, was de expeditie gericht op het verzamelen van kennis over zeestromen in het gebied. Foster noemde de Wollaston eilanden, iets ten noorden van Kaap Hoorn in de archipel Vuurland, naar de Britse scheikundige William Hyde Wollaston. Tijdens deze reis deed Foster opnieuw vele slingerwaarnemingen op het gebied van de zwaartekracht.
Foster verdronk in de rivier de Chagres in Panama in 1831, 34 jaar oud.